# معد بن عدنان
معد بن عدنان، جد نوزدهم محمد بن عبدالله بود. طبق گفته‌های مختلف او مکنی به اباقضاعه، ابانزار و اباحیده بود.

## نسب

### پدر
پدر معد، عدنان بن أدد از نسل قیدار بن اسماعیل بن ابراهیم بود که ابراهیم خود از نسل ارفخشذ بن سام بن نوح بن لامک بود که لامک از نسل شیث بن آدم بود.

### مادر
سه نظریه در رابطه با مادر معد وجود دارد:
1. مهدد بنت لهم بن جلحب از نسل جدیس بن حاثر از نسل ارم بن سام بن نوح
2. منهاد بنت لهم بن جلید بن طسم
3. تیمه بنت یشجب بن یعرب بن قحطان بن هود (یا عابر) بن شالخ بن ارفخشذ بن سام بن …

## فرزندان
1. نزار بن معد
2. قضاعه بن معد
3. ایاد بن معد
4. قنص بن معد
5. عبیدالرماح بن معد
6. قناصه بن معد
7. سنام بن معد
8. عرف بن معد
9. عوف بن معد
10. شط بن معد
11. حیدان بن معد
12. حیده بن معد
13. جنید بن معد
14. جناده بن معد
15. حیاده بن معد
16. قحم بن معد
17. اود بن معد